# 太宰府駅
太宰府駅（だざいふえき）は、福岡県太宰府市宰府二丁目にある西日本鉄道（西鉄）太宰府線の駅。駅番号はD02。同線の終点で、太宰府天満宮最寄り駅である。
なお、大宰府駅との表記は誤り。
前身である太宰府馬車鉄道から辿れば、現存する西鉄最古の駅でもある。

## 歴史
- 1902年（明治35年）3月28日 - 太宰府馬車軌道の停留場として開業[1]。
- 1907年（明治40年）7月17日：太宰府馬車鉄道が太宰府軌道に社名変更。
- 1913年（大正2年）1月20日：動力を馬力から蒸気に変更。
- 1927年（昭和2年）9月24日：太宰府 - 二日市（現在の西鉄二日市）間を1435mm軌間に改軌し電化。
- 1934年（昭和9年）8月23日：九州鉄道（国有化された九州鉄道とは別）が太宰府軌道を合併。太宰府線となる。
- 1942年（昭和17年）9月19日：九州鉄道が九州電気軌道に合併、西日本鉄道となる。
- 1952年（昭和27年）1月8日 - 駅舎を新築すると同時に駅前広場を整備[1]。
- 1965年（昭和40年）12月：ホームを増設[2]
- 1991年（平成3年）：現在の駅舎に改築。
- 2008年（平成20年）5月18日：ICカードnimoca供用開始。
- 2017年（平成29年）2月1日：駅ナンバリングを導入[3]。
- 2019年（平成30年）1月1日：太宰府天満宮をイメージしたリニューアル。

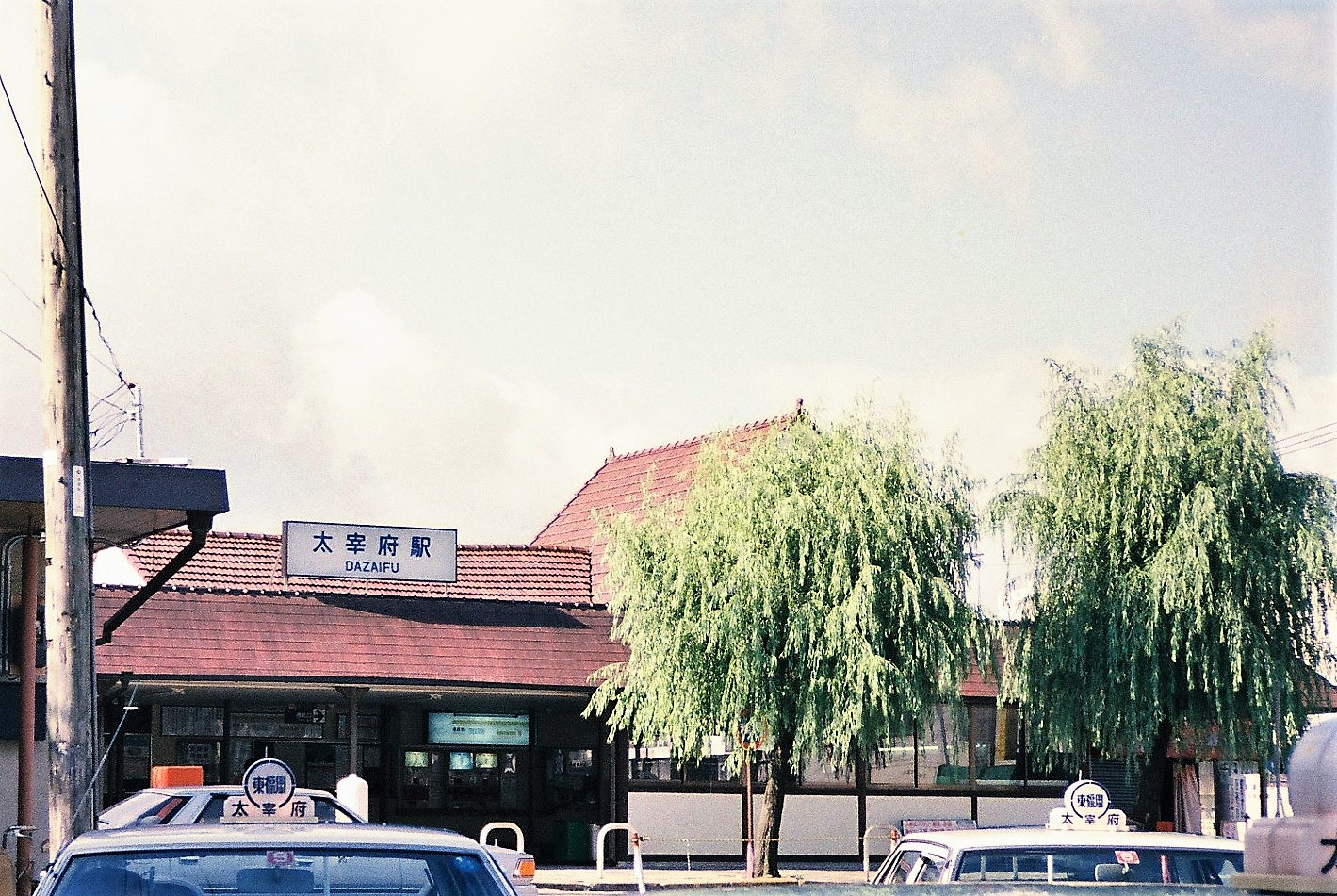
旧駅本屋 （1987年8月）
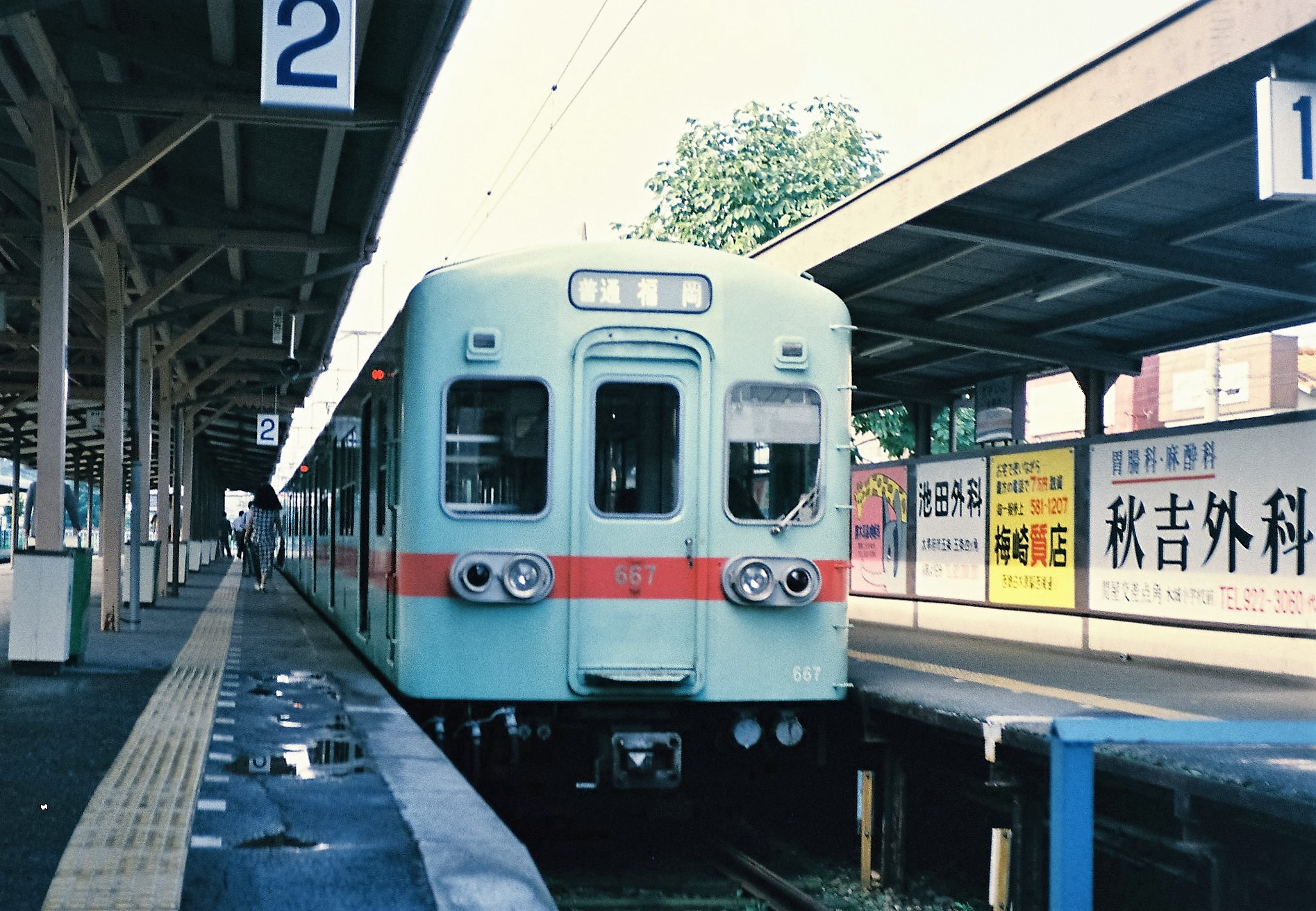
旧ホーム （1987年8月）
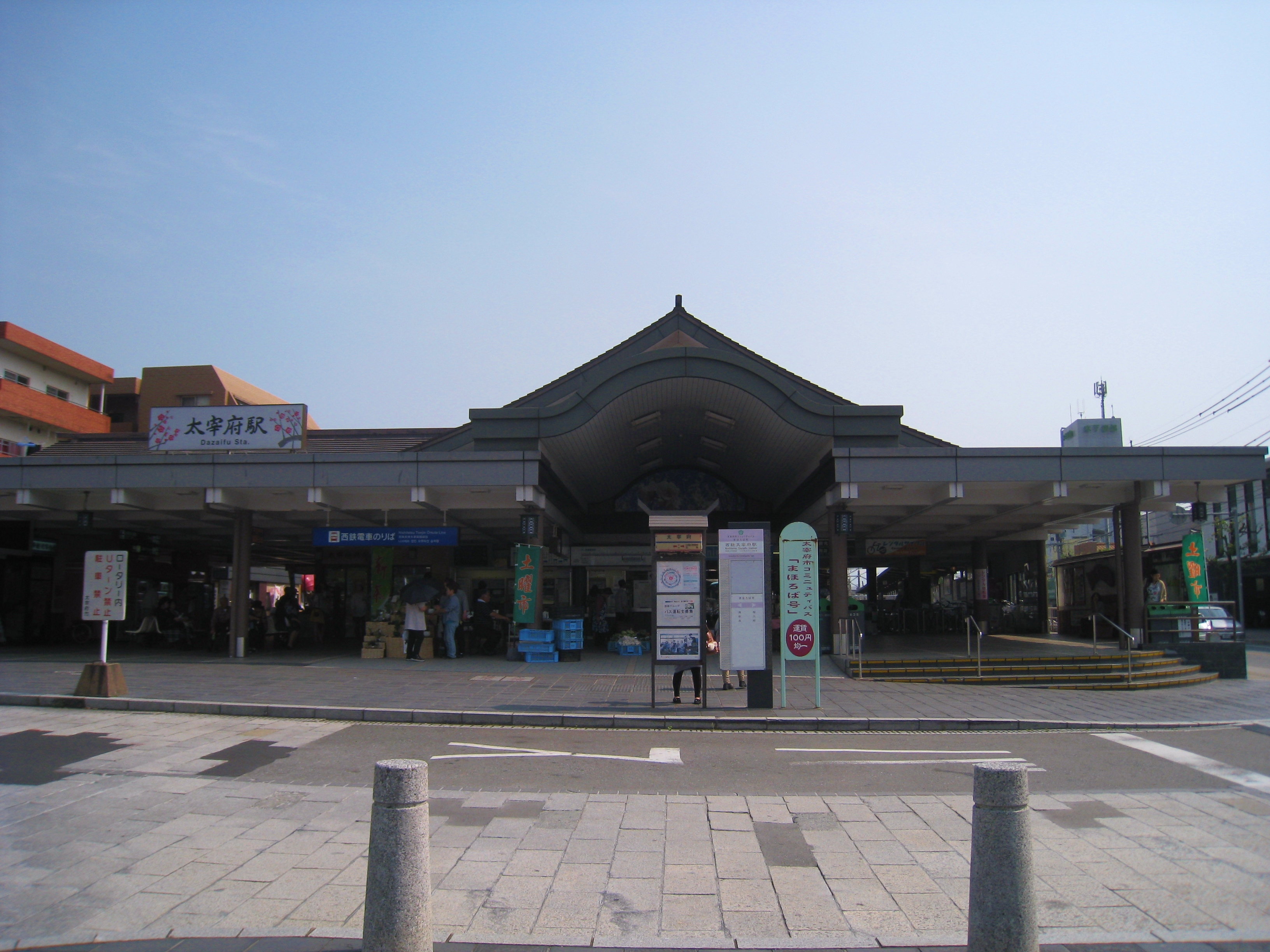
改装前駅舎 （2013年5月）

## 駅構造
頭端式3面2線を有する地上駅。2線を3面のホームで挟む構造となっており、中央のホームが乗車専用、両側のホームが降車専用となっている。
ホーム端部の先に太宰府天満宮を模した外観の駅舎があり、ホームからスロープでほぼ段差なくつながっている（4番ホームの一部に階段あり）。改札口は駅前広場に面した北側のほか、東向きにも駅からの出場専用改札口が設けられている。窓口での対応を必要とする場合は、北側を利用する必要がある。1965年12月にホームを増設した。

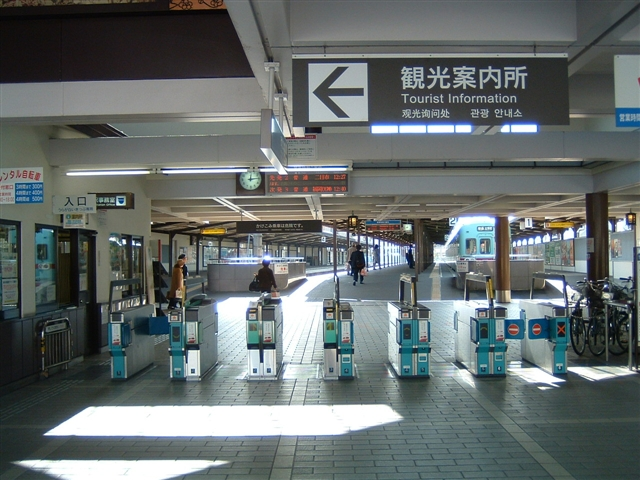
改札口と頭端式ホーム（2007年1月）
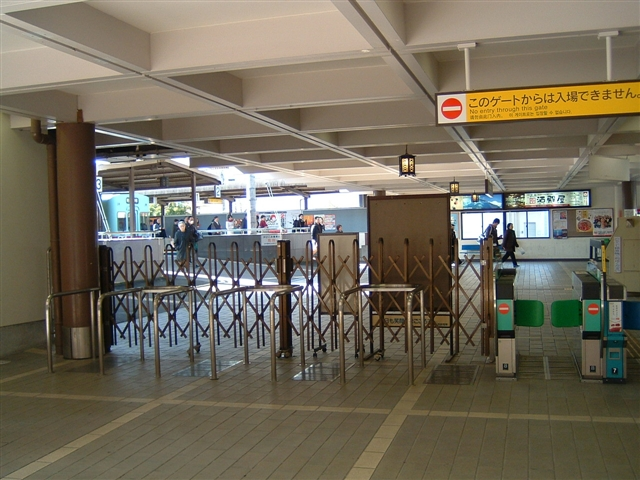
出場専用改札口（2007年1月）
降車用ホーム・4番のりば
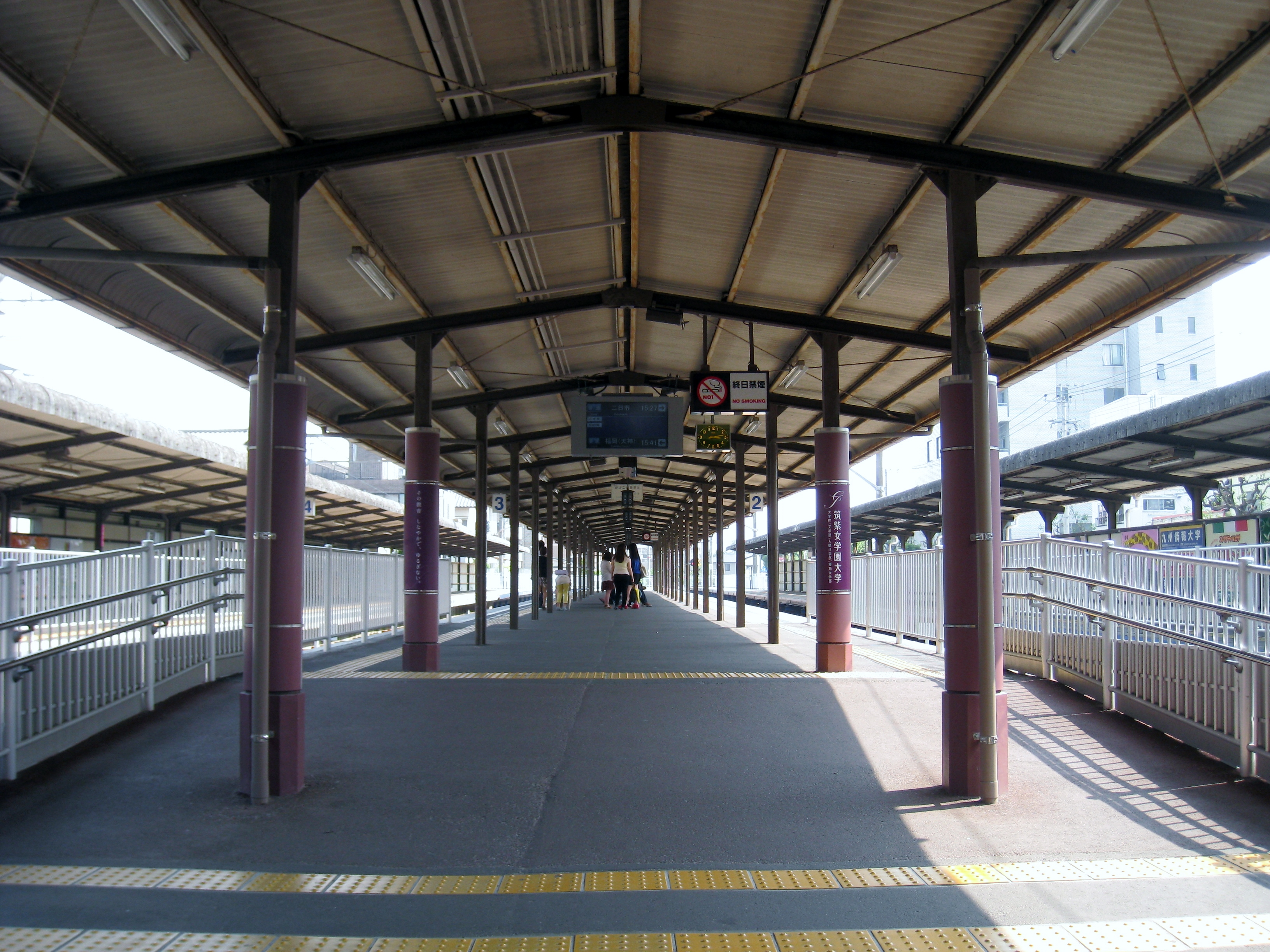
乗車ホーム・2,3番のりば
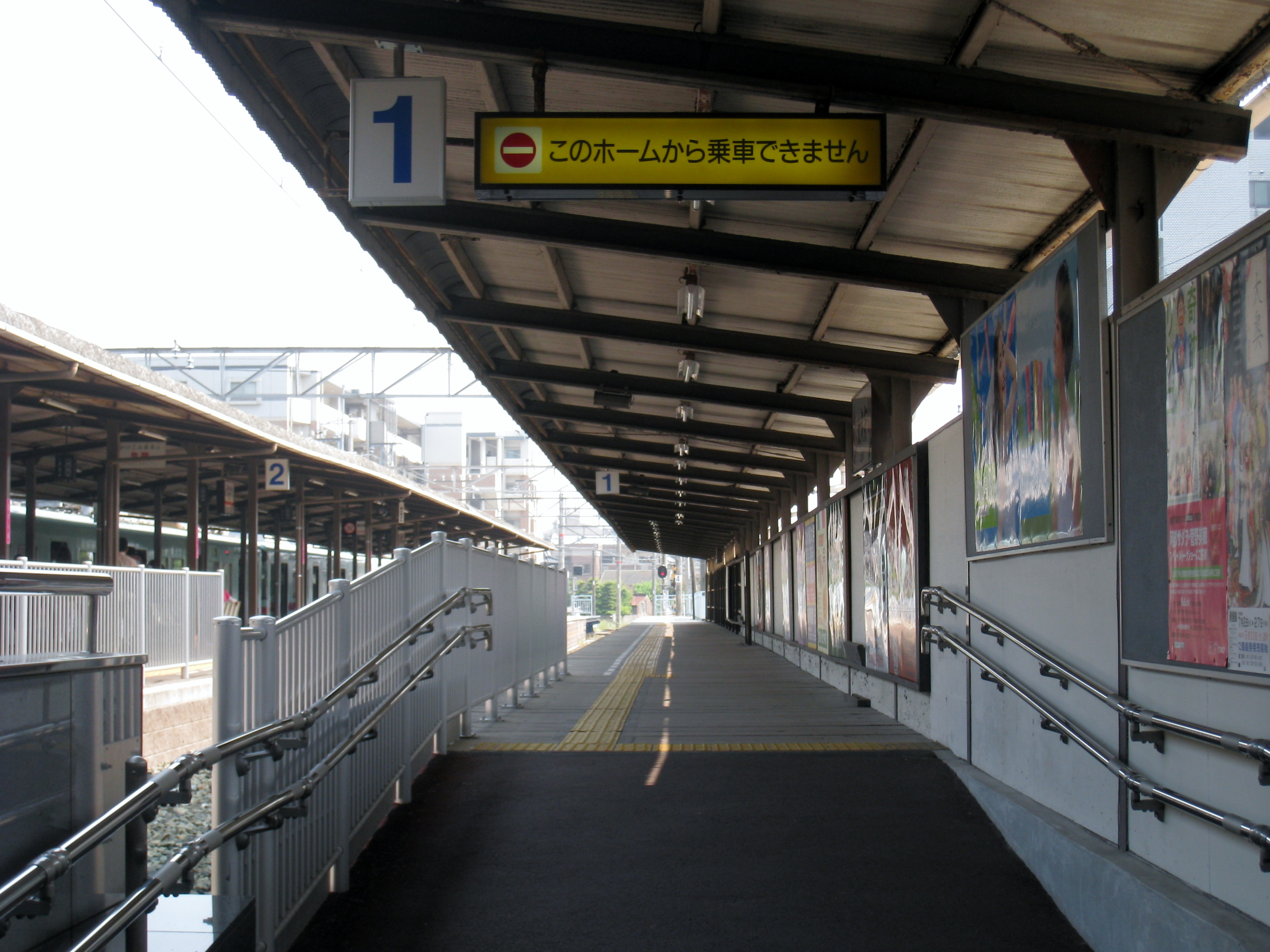
降車用ホーム・1番のりば
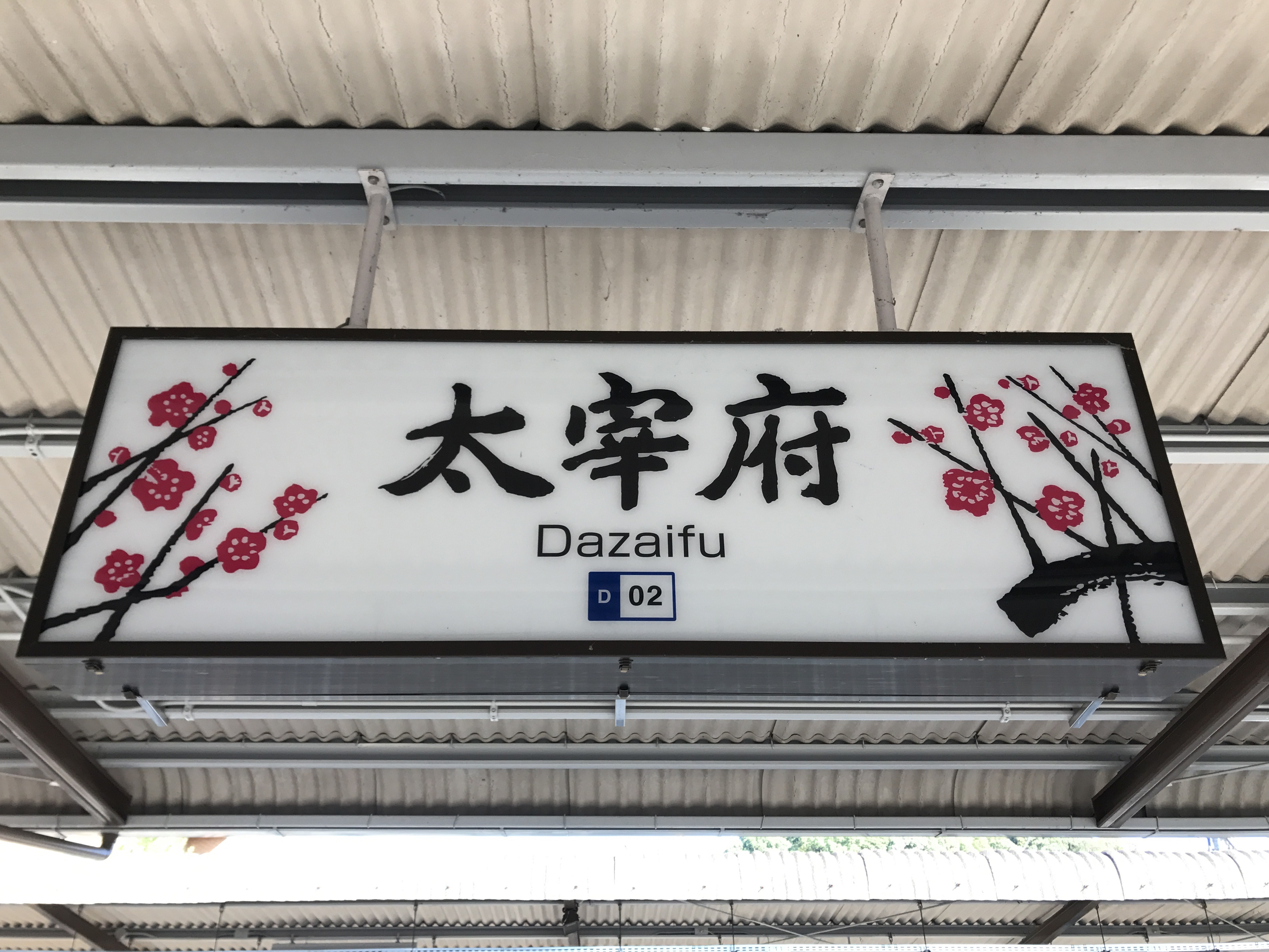
駅名標
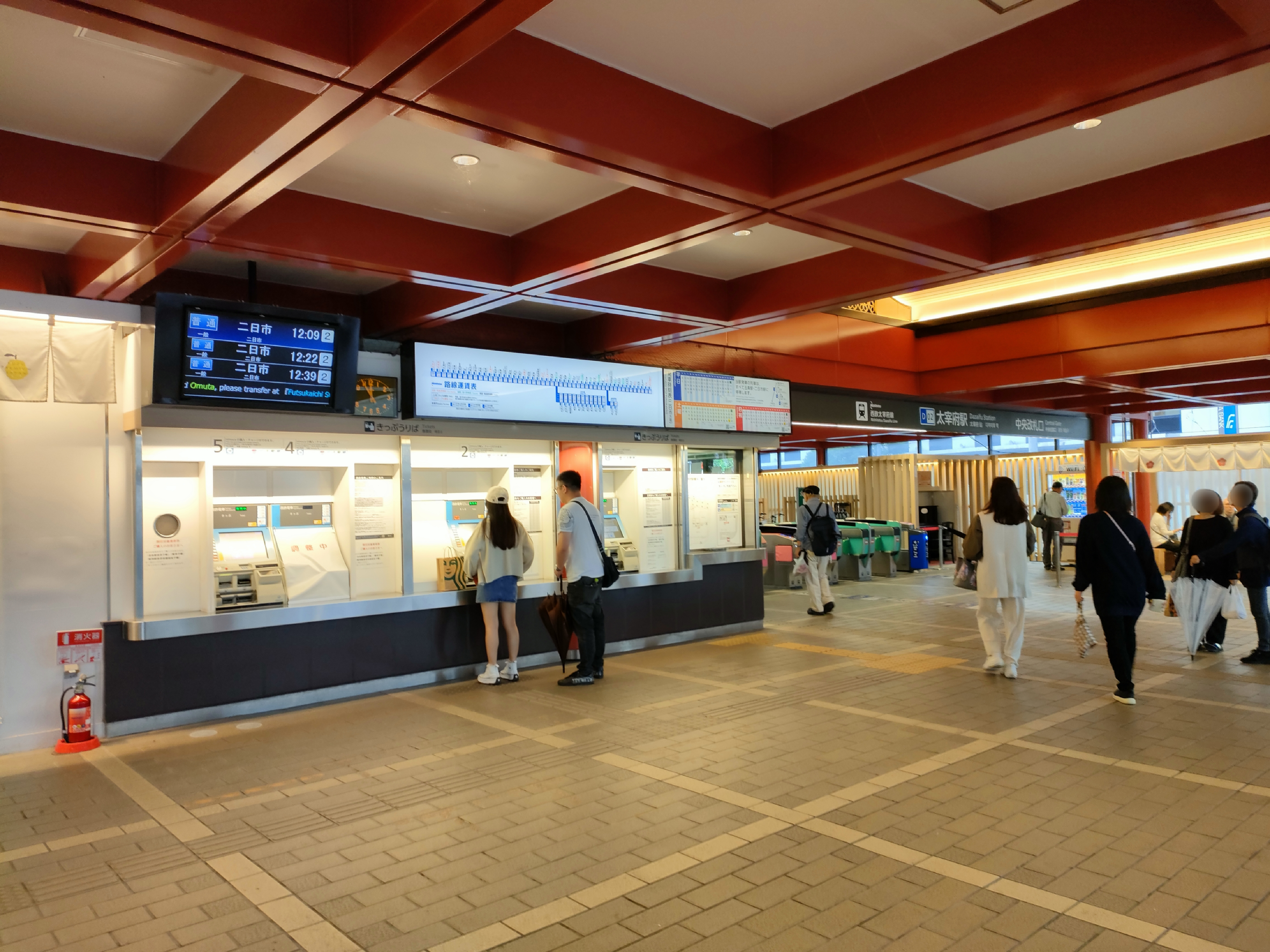
中央改札口（2023年）
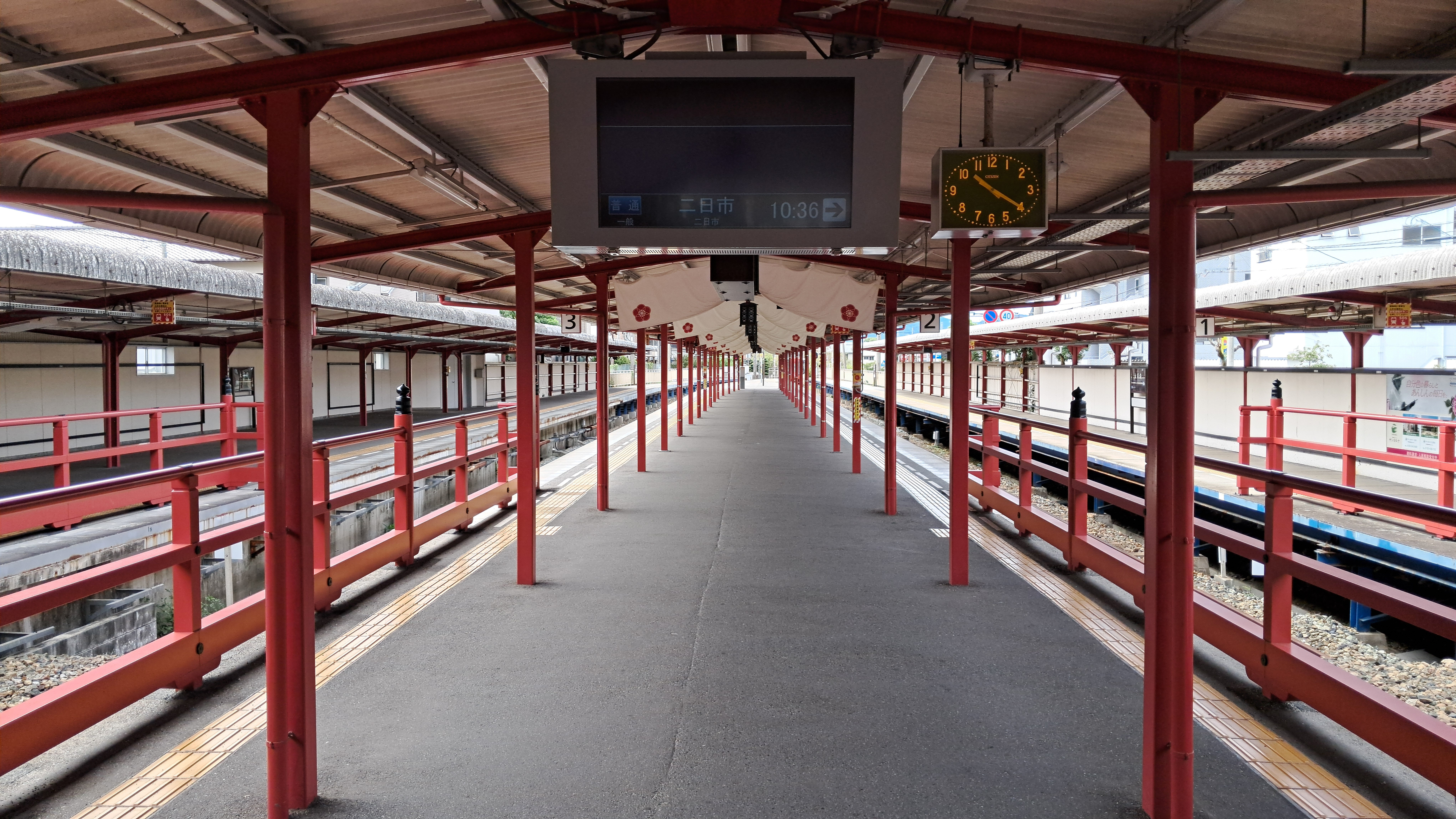
リニューアル後の2・3番のりば（2024年9月）
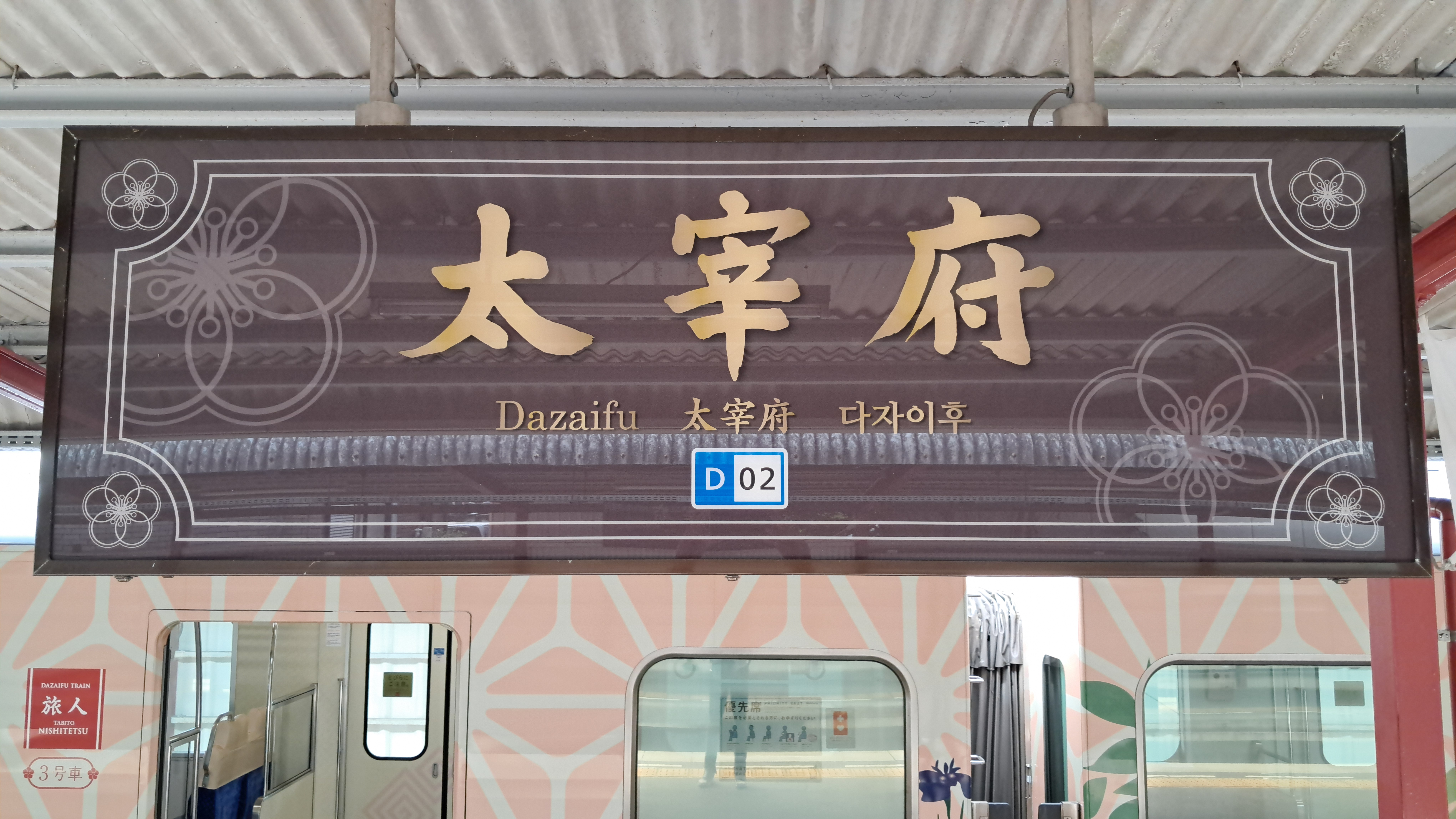
リニューアル後の駅名標（2024年9月）

### のりば
| のりば | 路線      | 行先                                     |
| ------ | --------- | ---------------------------------------- |
| 1      | ●太宰府線 | 降車専用                                 |
| 2・3   | ●太宰府線 | 二日市・福岡（天神）・久留米・大牟田方面 |
| 4      | ●太宰府線 | 降車専用                                 |

## 利用状況
2024年度の1日平均乗降人員は13,174人であり、西鉄の駅としては第17位である。
| 年度               | 1日平均 乗車人員 | 1日平均 乗降人員 | 出典   |
| ------------------ | ---------------- | ---------------- | ------ |
| 1996年（平成08年） | 7,101            | 14,073           | [ 6 ]  |
| 1997年（平成09年） | 6,712            | 13,306           | [ 6 ]  |
| 1998年（平成10年） | 6,710            | 12,728           | [ 6 ]  |
| 1999年（平成11年） | 6,368            | 12,636           | [ 6 ]  |
| 2000年（平成12年） | 6,200            | 12,274           | [ 6 ]  |
| 2001年（平成13年） | 6,052            | 11,896           | [ 7 ]  |
| 2002年（平成14年） | 5,929            | 11,658           | [ 7 ]  |
| 2003年（平成15年） | 5,852            | 11,432           | [ 7 ]  |
| 2004年（平成16年） | 5,652            | 11,140           | [ 7 ]  |
| 2005年（平成17年） | 5,608            | 11,197           | [ 7 ]  |
| 2006年（平成18年） | 5,674            | 11,348           | [ 8 ]  |
| 2007年（平成19年） | 5,516            | 11,066           | [ 8 ]  |
| 2008年（平成20年） | 5,537            | 11,123           | [ 8 ]  |
| 2009年（平成21年） | 5,575            | 11,734           | [ 8 ]  |
| 2010年（平成22年） | 5,578            | 11,247           | [ 8 ]  |
| 2011年（平成23年） | 5,467            | 11,030           | [ 9 ]  |
| 2012年（平成24年） | 5,810            | 11,850           | [ 9 ]  |
| 2013年（平成25年） | 5,854            | 11,931           | [ 9 ]  |
| 2014年（平成26年） | 5,846            | 11,878           | [ 9 ]  |
| 2015年（平成27年） | 5,945            | 12,091           | [ 9 ]  |
| 2016年（平成28年） | 5,898            | 12,049           | [ 10 ] |
| 2017年（平成29年） | 5,802            | 11,876           | [ 10 ] |
| 2018年（平成30年） | 5,896            | 12,047           | [ 11 ] |
| 2019年（令和元年） | 5,932            | 12,139           | [ 12 ] |
| 2020年（令和02年） |                  | 6,619            |        |
| 2021年（令和03年） |                  | 8,528            |        |
| 2022年（令和04年） |                  | 11,658           |        |
| 2023年（令和05年） |                  | 12,712           |        |
| 2024年（令和06年） |                  | 13,174           |        |

## 駅周辺
太宰府市の中央部よりやや北東寄りに位置する。駅構内に観光案内所が設けられており太宰府天満宮にも近く、太宰府観光の拠点となっているが、太宰府市の中心市街地及び市役所へは隣の西鉄五条駅の方が近い。
駅前を福岡県道35号筑紫野古賀線が通る。同道路は駅の南側約200mの位置に有る梅大路交差点で福岡県道76号筑紫野太宰府線と交差する。
- 太宰府天満宮 - 駅前の参道上を東へ約300m歩く
- 太宰府天満宮商店街 - 駅前から太宰府天満宮までの参道の両側
- だざいふ遊園地 - 太宰府天満宮の東に隣接
- 九州国立博物館 - 東へ約700m
- 光明禅寺
- 太宰府館
- 竈門神社（宝満山登山口） - 北東へ約1.8km、駅から市コミュニティバス「まほろば号」が運行されている。

### 学校
- 太宰府天満宮幼稚園 - 太宰府天満宮内
- 太宰府市立太宰府小学校 - 北西へ約450m
- 筑紫台高等学校 - 西北西へ約500m
- 九州情報大学 - 北東へ約1.2km、駅から市コミュニティバス「まほろば号」が運行されている
- 筑紫女学園大学・同短期大学部

### 商業・金融機関等
- 福岡銀行太宰府支店
- 西日本シティ銀行太宰府支店
- 太宰府天満宮前郵便局
- JA筑紫太宰府支店
- ルートイングランティア太宰府

### バス路線
西鉄バス二日市太宰府停留所（路線は2024年10月1日現在）
- 1-1番・1-2番：西鉄二日市駅（国立博物館・宮の森・吉木入口経由）
- 4-1番：宇美営業所／太宰府市役所
- 無番(梅)：博多バスターミナル（福岡空港国際線経由）

まほろば号西鉄太宰府駅停留所
- 5番・無番：西鉄都府楼前駅（五条駅・市役所・政庁跡・関屋経由、一部五条駅経由しないものあり）
- 5番：北谷方面・只越
- 無番：内山（竈門神社前）
- 無番：西鉄都府楼前駅（五条駅・市役所・通古賀経由）

## 隣の駅
西日本鉄道
■太宰府線
西鉄五条駅（D01） - 太宰府駅（D02）